# Rosa Mbuamangongo

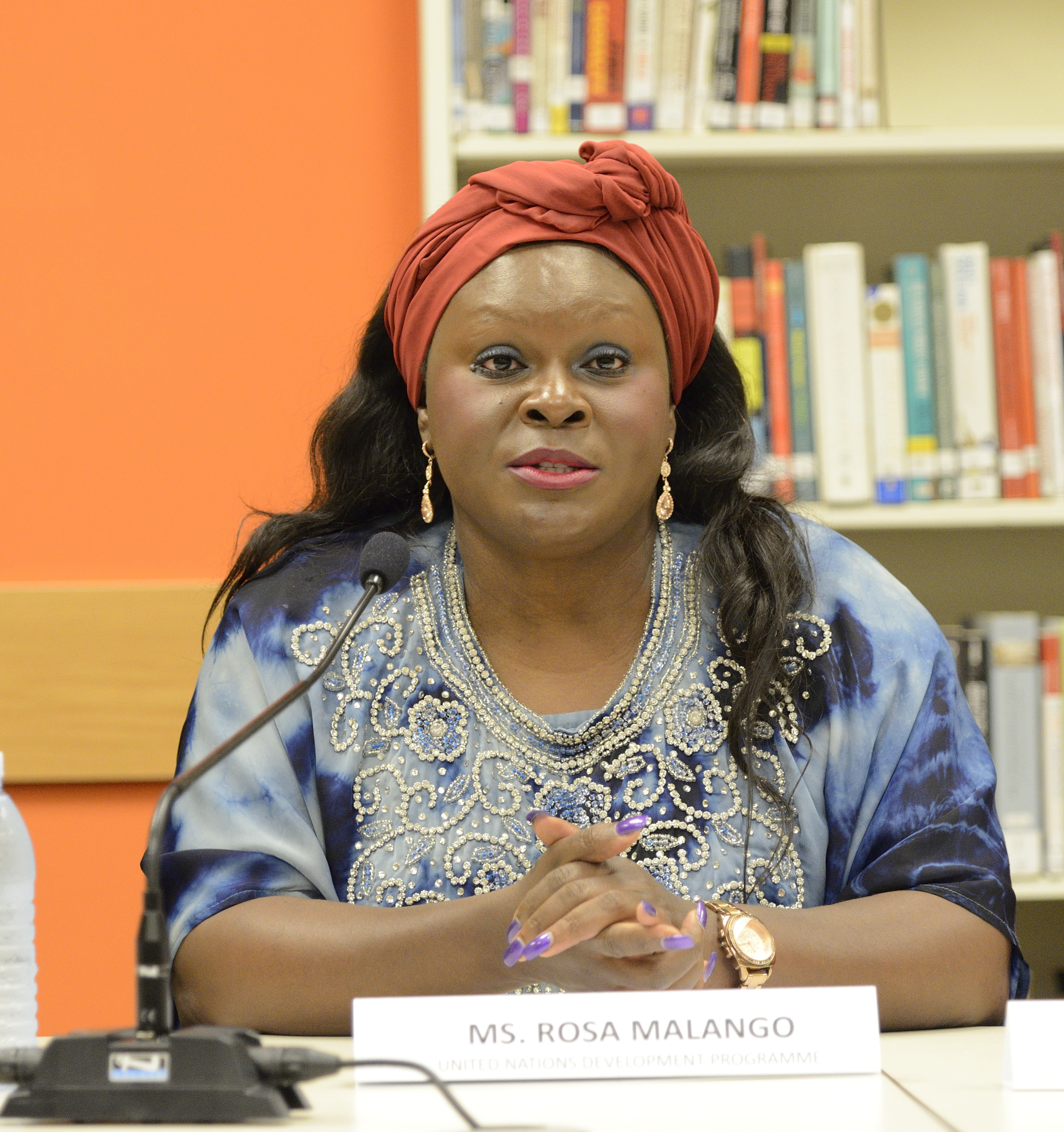
Rosa Mbuamangongo (2018)

Rosa Mbuamangongo (* 2. Juni 1969 in Äquatorialguinea) ist eine äquatorialguineische Sprinterin. Sie war 1988 Teilnehmerin der Olympischen Spiele.

## Leben
Mbuamangongo nahm an den Olympischen Sommerspielen 1988 in Seoul bei dem Laufwettbewerb 200 m der Frauen teil. Im Vorlauf 8 der Vorrunde lief sie eine Zeit von 31,12 Sekunden und wurde sechste in diesem Lauf. Für die nächste Runde konnte sie sich nicht qualifizieren, in der Gesamtwertung lag sie auf dem 58. Platz.